# Cantó d'Honfleur
El cantó d'Honfleur és un cantó francès del departament de Calvados, situat al districte de Lisieux. Té 13 municipis i el cap es Honfleur.

## Municipis
- Ablon
- Barneville-la-Bertran
- Cricquebœuf
- Équemauville
- Fourneville
- Genneville
- Gonneville-sur-Honfleur
- Honfleur
- Pennedepie
- Quetteville
- La Rivière-Saint-Sauveur
- Saint-Gatien-des-Bois
- Le Theil-en-Auge

## Història
| Data d'elecció                           | Identitat        | Partit        | Qualitat |
| ---------------------------------------- | ---------------- | ------------- | -------- |
| 1945-1951                                | Maurice Delange  | RPF           |          |
| 1951-1967                                | Albert Debeyre   | radical       |          |
| 1967-1976                                | M. Roux          | Divers droite |          |
| 1976-1994                                | Marcel Liabastre | Divers droite |          |
| 1994-                                    | Michel Lamarre   | Divers droite |          |
| les dades anteriors no són pas conegudes |                  |               |          |
|                                          |                  |               |          |

## Demografia
| A partir de 1990: Població sense dobles comptes |